# Val Serenaia
La Val Serenaia è una valle della catena settentrionale delle Alpi Apuane che si trova sotto il celeberrimo Monte Pisanino. È attraversata da un ramo del fiume Serchio, il Serchio di Gramolazzo.
La Valle Presenta molto interesse, sia sotto l'aspetto della flora e della fauna, che sotto quello geologico e speleologico. Tuttavia, sono presenti numerose cave di marmo, oggetto di una dura battaglia da parte del movimento No Cav.

## Forma
La sua caratteristica forma a "U" la rende unica rispetto a tutte le montagne dell'Italia peninsulare; la valle ogni anno viene visitata da innumerevoli turisti.

## Aspetti geomorfologici e geologici
La conca della Val Serenaia-Orto di Donna, delimitata dalle varie montagne che le fanno corona, il Monte Pisanino, gli Zucchi di Cardeto, la Foce di Cardeto, il Monte Cavallo, il Monte Contrario, il Monte Grondilice ed il Pizzo d'Uccello, costituisce per la varietà del patrimonio geologico esistente, uno dei più importanti geositi delle Alpi Apuane, cioè un'area assai ricca di strutture geologiche e testimonianze caratteristiche della genesi e dell'evoluzione della catena apuana: sono presenti le forme ed i depositi della glaciazione würmiana e del successivo ritiro dei ghiacci.
In particolare, il ghiacciaio del Gramolazzo era il più vasto delle Alpi Apuane: nasceva dalle lingue glaciali provenienti dal Monte Pisanino e dal bacino di accumulo di Orto di Donna - Val Serenaia. La lingua del ghiacciaio raggiungeva l'altezza dell'attuale ed omonimo centro abitato, che si trova a 600 m di quota. Sotto il Monte Cavallo e sotto il Monte Grondilice vi erano due grandi circhi glaciali. In varie zone della valle si possono osservare le rocce montonate, recanti profonde striature, per effetto di processi di abrasione causati dai blocchi sospinti dal ghiacciaio. 
Nella Valle i fiumi hanno spesso cancellato, durante la fase postglaciale, i depositi glaciali che quindi affiorano poco. Tuttavia, importanti depositi morenici, rappresentati da tre cordoni, si possono osservare nella parte bassa della valle di Gramolazzo.
Sovrapposte alle forme glaciali, si osservano spesso anche quelle tipiche delle aree carsiche. Sotto il Monte Grondilice, nonché a Nord Ovest del Monte Cavallo si vedono numerose doline a ciotola, a pozzo e ad imbuto. Ovunque s'incontrano crepacci, campi solcati, vallette pensili, solchi a doccia e scannellature. Proprio accanto alla Foce di Cardeto, presso gli Zucchi di Cardeto, sono presenti grandi blocchi di diaspro precipitati a causa di frane da crollo.
Nel passato la Val Serenaia non presentava grande interesse per gli speleologi. Ma all'improvviso, nel 1994, tutto cambiò. Nei calcari selciferi che affiorano in molte zone un fungaio di Gorfigliano trovò, sul versante Est della valle, l'entrata di una grotta, informò degli speleologi modenesi e venne esplorata la grandissima Buca del Pannè, con saloni vasti come quelli dell'Antro del Corchia, gallerie larghe 15 metri, tantissimi corsi d'acqua ed una cascata, denominata Pozzo Angel, alta 90 metri. In pochi anni le esplorazioni speleologiche e le scoperte si sono susseguite. Si scopre che la Buca del Pannè, la Buca dei Faggi e lMC5 sono tre grandi grotte di un gigantesco complesso, profondo ben 600 metri, ramificato per più di 5000 metri.' Nel 1999 viene scoperta la Buca del Canneggiatore, a 1720 metri s.l.m. All'inizio del terzo millennio, le esplorazioni speleologiche si spostano sul versante Ovest della Val Serenaia e vengono scoperte altre grotte: la Buca Libre, la Tuttelame. Nella parte Sud, viene individuato il quarto ingresso del complesso del Pannè ed infine la grotta più profonda della Valle, nella fascia dei marmi: la Buca Nuova, un abisso alto 700 metri, che però si allontana moltissimo anche in orizzontale, passando sotto cave di marmo, fino alla perpendicolare sotto il Passo Giovo: è fatta di meandri, pozzi, fiumi sotterranei. Più di recente è stata scoperta un'altra grotta, Sa Cavatorre.  

## Rifugi
- Rifugio Guido Donegani - m.1150 s.l.m. raggiungibile in auto
- Rifugio Val Serenaia - m.1060 s.l.m. raggiungibile in auto
- Rifugio Orto di Donna - m.1492 s.l.m. raggiungibile per sentiero o per strada di cava non accessibile a mezzi privati